# Дару (острів)
Острів Дару (англ. Daru Island) — острів в Торресовій протоці. Є територією держави Папуа Нова Гвінея.

## Географія
Адміністративно входить до складу Західній провінції регіону Папуа. Знаходиться недалеко від гирла річки Флай в західній частині затоки. Площа острова складає 14,7 км². Населення — 12 879 осіб (за переписом 2000 року) проживає в місті Дару. Острів є найбільш густонаселеним в Торресовій протоці.